# Patca
Patca é um município da Hungria, situado no condado de Somogy. Tem 4,96 km² de área e sua população em 2019 foi estimada em 60 habitantes.